# Горячев, Сергей Владимирович
Сергей Владимирович Горячев (22 октября 1970, Ожерелье, Московская область, СССР — 12 июня 2023, Запорожская область, Украина) — российский военачальник. Начальник штаба 35-й общевойсковой армии. Генерал-майор.

## Биография
Сергей Владимирович Горячев родился в 1970 году в городе Ожерелье. Срочную службу проходил солдатом в 104-й гвардейской воздушно-десантной дивизии Закавказского военного округа в Кировабаде.
В 1994 году окончил Рязанское высшее воздушно-десантное командное училище. В 2008 году окончил Общевойсковую академию Вооружённых сил Российской Федерации.
Занимал должности командира разведывательного взвода, помощника начальника разведки полка; впоследствии служил заместителем командира разведывательной роты, после этого стал командиром разведывательной роты и наконец — командиром парашютно-десантного батальона в 76-й дивизии. С 2011 по 2013 год он был заместителем командира отдельной мотострелковой бригады общевойсковой армии Западного военного округа. В марте 2013 года был назначен начальником оперативной группы российских войск в Приднестровье.
В 2014—2015 годах — командир 27-й отдельной гвардейской мотострелковой Краснознамённой Севастопольской бригады
С 14 ноября 2018 года (представлен личному составу 21 ноября 2018 года) — командир 201-й российской военной базы. 12 сентября 2021 года Сергей Горячев наградил танкистов 201-й российской военной базы ведомственными медалями. В январе-феврале 2022 года полковника Сергея Горячева в 201-й российской военной базе сменил полковник Евгений Ковылин.
В декабре 2021 года (представлен личному составу 29 января 2022 года) Указом Президента России назначен начальником 392-го окружного учебного Тихоокеанского Краснознамённого ордена Кутузова центра имени Героя Советского Союза Маршала Советского Союза В. И. Петрова.
В начале российского вторжения на территорию Украины Горячев был командиром 5-й отдельной танковой бригады, а по ходу войны дослужился до должности начальника штаба армии. Погиб 12 июня 2023 года в ходе украинского контрнаступления в результате ракетного удара Вооружённых сил Украины по позициям российской армии в Запорожской области, в городе Приморск. Удар уничтожил военную базу ВС РФ, склады и штаб 35-й общевойсковой армии, в результате взрыва были убиты и ранены более 20 офицеров, в том числе Сергей Горячев.
По словам одного из российских военкоров: 

По мнению представителей командования ОГВ (с), армия потеряла сегодня одного из самых ярких и эффективных военачальников, сочетавшего в себе высочайший профессионализм с личным мужеством
18 июня после прощания в Доме офицеров похоронен на Смоленском кладбище Санкт-Петербурга.

## Награды
- орден Мужества (2005)[2];
- орден «За военные заслуги» (2008)[2];
- медаль ордена «За заслуги перед Отечеством» I степени с мечами;
- медаль ордена «За заслуги перед Отечеством» II степени с мечами;
- медаль Суворова;
- медаль «За укрепление боевого содружества»;
- медали «За отличие в военной службе» I и II степеней;
- медаль «За безупречную службу» III степени;
- медаль «Генерал армии Маргелов»;
- медаль «За службу на Северном Кавказе».